# SV Chemie Böhlen
Maillots
Le SV Chemie Böhlen est un club sportif allemand localisé dans la petite ville de Böhlen, au Nord-Ouest de la Saxe.
Le club comporte essentiellement trois départements : Football, Handball et Échecs.

## Histoire

### BSG Aktivist Böhlen
Après la dissolution de tous les clubs existants par les Alliés (voir Directive n°23), des Sportgemeinschaften (SG) - communautés sportives - locales furent reconstituées après accords des autorités militaires de la zone concernées. La petite localité de Böhlen (6 000 habitants) comme toute la Saxe se retrouvèrent dans la zone soviétique puis en RDA.
Dans la logique de l’organisation de activités sportives est-allemande, des clubs furent créés et rattachés aux groupes industriels locaux. À Böhlen se développèrent des industries de traitement du charbon et du pétrole. Constitué le 1er novembre 1946, les clubs furent d’abord appelés BSG Benzin Böhlen et BSG Brennstoff Böhlen.
Après la création en 1951, des Sportvereinigung, les deux cercles furent rebaptisés BSG Aktivist West Böhlen et BSG Aktivist Mitte Böhlen. En octobre 1952, les deux entités furent fusionnées sous la dénomination de BSG Aktivist Böhlen.
En 1954, la section football du BSG Aktivist Böhlen se mit en évidence, gravit rapidement les échelons et accéda à la Bezirksliga Leipzig, une ligue alors située au 3e niveau de la hiérarchie du football est-allemand. Lors de sa première saison, le cercle se classa à une belle 3e sur 12 équipes.
Ce fut le moment que choisirent les responsables politiques pour faire aligner les compétitions de football d’Allemagne de l’Est sur le modèle soviétique. C'est-à-dire une saison s’étendant du début du printemps à la fin de l’automne d’une même année civile. Comme la première saison complète suivante était celle de 1956, un "tour de transition" (en allemand : Übergangsrunde) fut jouée à l’automne 1955, sans répercussion de montée ou de descente. Au même moment une réforme de ligues eut lieu. La DDR-Liga fut scindée en deux : I. DDR-Liga et la II. DDR-Liga qui firent reculer les 15 Bezirksligen au niveau 4.
Aktivist Böhlen remporta le championnat de Bezirksliga Leipzig en 1956 et monta en II. DDR-Liga. Il joua dans cette ligue jusqu’à la dissolution de celle-ci, au terme de la saison 1962-1963 (le "modèle soviétique" avait été abandonné après la saison 1960). Troisième derrière BSG Motor Dessau, Böhlen manqua pour trois points l’accès au 2e niveau. Il resta donc au 3e qui redevenait la Bezirksliga Leipzig.
Le BSG Aktivist Böhlen remporta la Bezirksliga Leipzig en 1964, mais échoua à la 4e place du tour final et ne décrocha donc pas de place vers l’étage supérieur. Deux ans plus tard, il conquit de nouveau les lauriers en Bezirksliga. Cette fois, il obtint la 2e place du tour final et accéda à la DDR-Liga.
Versé dans le Groupe Sud, Aktivist Böhlen ne se classa que 15e sur 16 et fut relégué directement. Mais le club retrouva le titre en Bezirksliga Leipzig dès 1968 et remporta le tour final pour retourner au 2e niveau de la hiérarchie de la DFV.

### BSG Chemie Böhlen
Au terme de la saison 1968-1969, le club qui avait été renommé BSG Chemie Böhlen en date du 1er janvier 1969, assura son maintien.
En 1974, Chemie Böhlen remporta le Groupe D (la DDR-Liga était passée de 2 à 5 séries en) mais échoua durant le tour final pour l’accès à la DDR-Oberliga. Trois ans plus tard, le club conquit de nouveau le titre dans le Groupe D et via le tour final gagne le droit de monter en DDR-Oberliga, l’élite du football est-allemand.
Le BSG Chemie Böhlen assura son maintien de justesse en 1978, mais dut redescendre à la fin de la saison suivante. Le cercle joua à l’ascenseur. Il remonta en 1980, descendit en 1981, remonta en 1982 et redescendit en 1983.
À la fin du championnat 1984-1985, Chemie Böhlen termina 2e de la série C. Cela fut suffisant pour se maintenir au sein de la DDR-Liga qui était réduite de 5 à 2 groupes en vue de la saison suivante.
Le club resta dans le "Top 5" de la série Sud pendant trois saisons puis recula en milieu de tableau en 1988.
Dans le courant du championnat 1989-1990, la DDR-Liga fut renommée NOFV-Liga. Le BSG Chemie Böhlen fut sacré champion du groupe B et monta en Oberliga Nordost, du nom donné à la DDR-Oberliga.
Le club devint un organisme civil devant subvenir lui-même à ses besoins financiers. Le 17 juillet 1990, 35 anciens membres du BSG Chemie fondèrent le Sportverein Chemie Böhlen ou SV Chemie Böhlen. Mais le 30 juillet suivant, la majorité de la section football fusionna avec le FC Grün-Weiss Leipzig (nouveau nom récent du BSG Chemie Leipzig) pour former le FC Sachsen Leipzig.
NOTE: Théoriquement, la suite de l'Histoire de ce club est donc celle du BSG Chemie Böhlen, puisque ce fut la place montante de ce club qui fut conservée lors de la fusion. En raison du grand nombre de "réformes", "restructurations", "déménagements de clubs", "changements d'appellations des clubs", que vécut l'Histoire du football en RDA, nous avons trouvé plus judicieux, pour évoquer le successeur BSG Chemie, de "rester" sur la page du club historique de Böhlen.
Avec une dizaine de joueurs restant, le SV Chemie Böhlen redémarra en Bezirksliga Leipzig. En 1994, le club monta en Landesliga Sachsen, à l’époque 5e niveau du football allemand réunifié. Mais en difficultés financières, le SV Chemie fut faire aveu de faillite en 1997. L’équipe de football dégringola tout en bas de l’échelle en Kreisklasse Borna/Geithain.
En 2004, le SV Chemie Böhlen remonta en Bezirksklasse Leipzig.

## Palmarès
- Champion de la Bezirksliga Leipzig (IV): 1956.
- Champion de la Bezirksliga Leipzig (III): 1964, 1966, 1968
- Champion de la DDR-Liga, Groupe D (II): 1974, 1977,
- Champion de la DDR-Liga, Groupe C (II): 1980, 1982.
- Champion de la NOFV-Liga, Groupe B (II): 1990.

## Anciens joueurs
Cinq joueurs ayant transité par le Chemie Böhlen furent internationaux :
- Frank Baum 17 caps pour le 1. FC Lokomotive Leipzig.
- Bernd Dobermann 2 caps pour le Chemie Leipzig.
- Bernd Hobsch 1 cap pour le SV Werder Bremen.
- Dieter Kühn 13 caps pour le 1. FC Lokomotive Leipzig.
- Frank Rost 4 caps pour le SV Werder Bremen  et Schalke 04 .

## Localisation

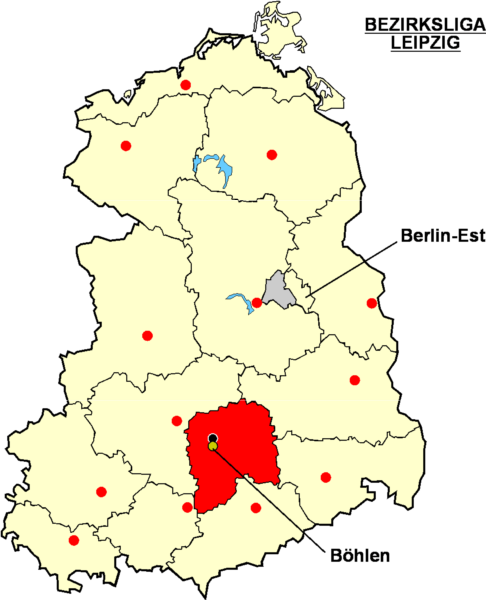
Localisation de Böhlen dans la "Bezirksliga Leipzig"